# Richard von Kehler

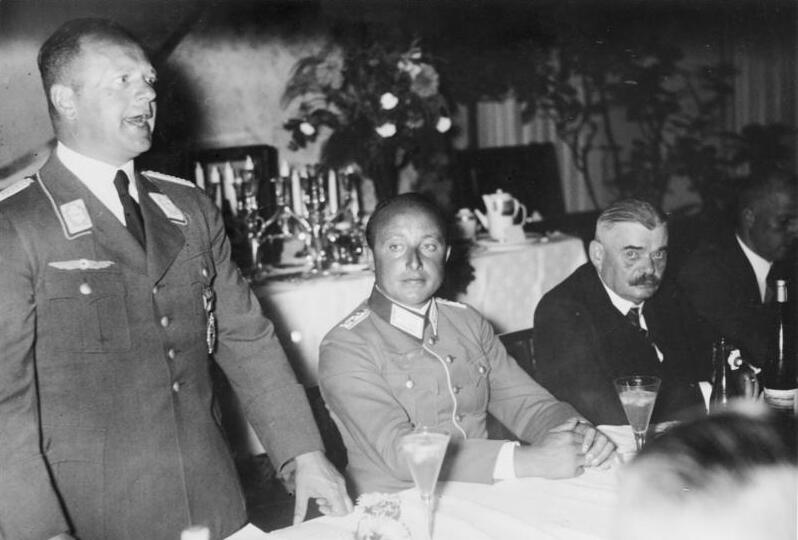
Ehrung der deutschen Teilnehmer am Europa-Flug 1934 im Flugverbandshaus in Berlin, von links nach rechts Erhard Milch (stehend), Hans Seidemann, Richard von Kehler, Aufnahme aus dem Bundesarchiv

Richard Karl Friedrich Traugott von Kehler (* 3. Mai 1866 in Kolmar; † 20. Januar 1943 in Berlin-Grunewald) war ein deutscher Luftschiffpionier, Militär, Ballonfahrer und Unternehmer.

## Leben

### Herkunft
Seine Eltern waren Rudolf von Kehler (1827–1919) und dessen Ehefrau Luise, geborene Freiin von Cramer (1829–1909).

### Karriere

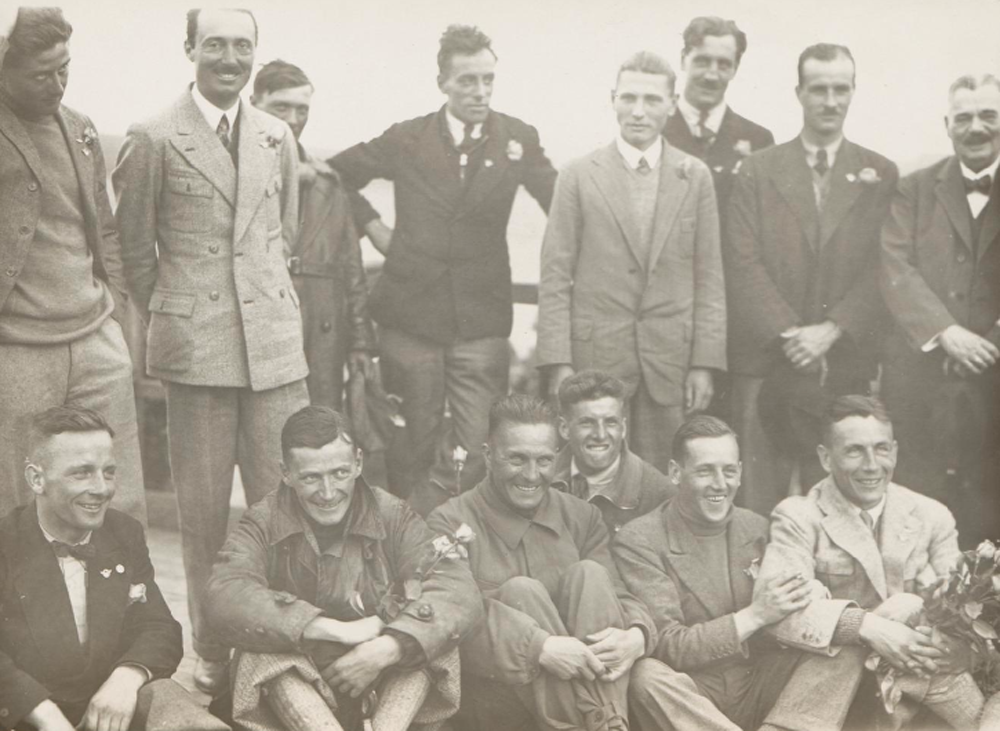
Gruppenbild mit Piloten und Organisator Richard von Kehler oben re. außen Europaflug 1930

Kehler studierte Maschinenbau in Karlsruhe, wo er 1887 der Burschenschaft Germania (heute Teutonia) beitrat. In den Jahren 1889 bis 1893 führte Kehler seine ersten Ballonfahrten als Mitglied im Deutschen Verein zur Förderung der Luftschifffahrt aus. Von 1894 bis 1900 war Kehler als Offizier des Kurmärkischen Feldartillerie-Regiment Nr. 39 in Perleberg zur Preußischen Luftschiffer-Abteilung abkommandiert. Zu diesem Zeitpunkt war er Hauptmann und Batteriechef.
Kehler war 1896/97 zweimaliger Ballonführer bei den Berliner wissenschaftlichen Luftfahrten. Sein Aufstieg mit einem Wasserstoffballon am 28. Dezember 1905 in Bitterfeld begründete die Tradition des bedeutenden mitteldeutschen Ballonstartplatzes. Kehler war von 1936 bis 1939 Vorsitzender des Berliner Bibliophilen Abends.
1906 nahm Kehler seinen Abschied als Hauptmann der Reserve und engagierte sich in der noch jungen Luftfahrt als Unternehmer. Zunächst war er 1908 zusammen mit Major August von Parseval Geschäftsführer in der neu gegründeten Luftfahrzeug-Gesellschaft m.b.H. (LFG). 1909 gründete er die Flugmaschinen Wright GmbH, die etwa 100 Flugzeuge herstellte, 1913 nach einem verlorenen Patentstreit aber aufgelöst wurde. Kehler erwarb die Lizenz Nr. 6 zum Führen von Luftschiffen der Bauart Parseval, die die LFG in der Bitterfelder Werft herstellte.
Während des Ersten Weltkrieges übernahm Kehler Aufgaben im Stab der deutschen Luftschiffertruppen.
1924 wurde er Präsident des am 21. Dezember 1907 gegründeten Deutschen Aero-Clubs, ab dem Jahre 1909 Kaiserlicher Aero-Club genannt. 1933 war er nochmals als Unternehmer tätig. Er führte eine Ballonfabrik bei Stralsund und belieferte Vereine und Militär mit qualitativ guten Ballonen.

### Familie
Kehler verheiratete sich am 26. Oktober 1899 in Berlin mit Susanna Braun (* 1879). Aus der Ehe ging die Tochter Barbara (* 1900) und der Sohn Rudolf (* 1903) hervor.